# Leon Kazimierz Łubieński
Leon Kazimierz Łubieński herbu Pomian (ur. 15 marca 1861 w Kazimierzy Wielkiej, zm. 9 sierpnia 1944 w Warszawie) – polski ziemianin, dyplomata, uczestnik konferencji pokojowej w Paryżu, senator I i II kadencji w II RP.

## Życiorys
Był synem Franciszka Łubieńskiego i Anny Marii Lubomirskiej, praprawnukiem Feliksa Franciszka Łubieńskiego. Po rodzicach odziedziczył majątki w Kazimierzy Wielkiej i Bełzów. W 1907 znalazł się w reprezentacji Koła Polskiego w II Dumie Państwowej. Po zakończeniu I wojny światowej znalazł się w składzie delegacji państwowej na konferencję pokojową w Paryżu. W trakcie trwania światowej konferencji gospodarczej w Genui (10 kwietnia – 19 maja 1922) przedstawił sprawę polskiego mienia zagrabionego przez ZSRR. Do 1922 był pracownikiem polskiego przedstawicielstwa w Paryżu. w 1922 został wybrany senatorem I kadencji II RP z ramienia Chrześcijańskiego Związku Jedności Narodowej. W II kadencji w 1928 reprezentował BBWR. Po rozwiązaniu Senatu II kadencji 30 sierpnia 1930 przeszedł na emeryturę, pozostając w Warszawie. Po wybuchu II wojny światowej nadal mieszkał w Warszawie. Był dwukrotnie żonaty. Z drugiego małżeństwa z Leopoldyną z Hutten-Czapskich (siostrą Józefa Czapskiego) miał trzech synów: Franciszka (ur. 1909) brał udział w kampanii wrześniowej, w trakcie której zginął lub zaginął; Ludwika, major WP i szef polskiej misji morskiej w Gibraltarze; najstarszy Jerzy (1907–1958) po wojnie pozostał we Francji. Leon Łubieński w chwili wybuchu powstania warszawskiego był ciężko chory, poruszał się na wózku. 8 sierpnia 1944 wyrzucony z domu przez żołnierzy formacji kolaboracyjnej RONA, dzień później zastrzelony na Ochocie w Warszawie, w okolicach Zieleniaka. Pochowany został w anonimowej mogile, ekshumowany pomiędzy lutym i majem 1945, na cmentarzu w Kazimierzy Wielkiej znajduje się symboliczne epitafium.